# Almirante Viel (AGB-46)
Almirante Viel (AGB-46) je ledoborec a polární hlídková loď chilského námořnictva. Nejprve byl označován názvem projektu Antartica 1. Mezi jeho úkoly je patřit logistická podpora základen a provádění výzkumu v Antarktidě, dále též průzkum, ochrana rybolovu a mise SAR. Almirante Viel je první ledoborec postavený jihoamerickými loděnicemi a největší lodí postavenou v Chile. Nahradil předchozí chilský ledoborec Almirante Óscar Viel (AP-46).

## Stavba
Kontrakt na vývoj ledoborce získala v únoru 2016 kanadská společnost Vard Marine (součást koncernu Fincantieri). Plavidlo staví chilská státní loďařská společnost Astilleros y Maestranzas de la Armada (ASMAR) ve své pobočné loděnici v Talcahuanu. Slavnostní první řezání oceli proběhlo 16. srpna 2018. Kýl byl založen 18. července 2019 a dne 22. prosince 2022 byla loď spuštěna na vodu. Dokončení plavidla zpomalila pandemie onemocnění COVID. Námořní zkoušky mají začít na konci roku 2023. Plavidlo bylo do služby přijato 3. července 2024.

## Konstrukce

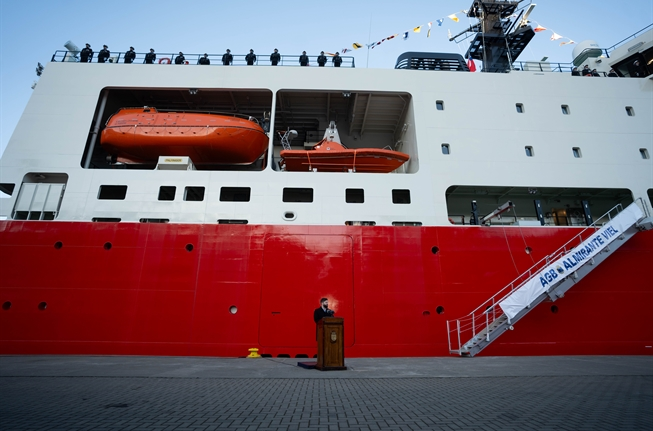
Střed Almirante Viel

Posádku plavidla tvořit 86 námořníků a 34 vědců. Plavidlo je schopné plout tříuzlovou rychlostí metrovou vrstvou ledu pokrytou 20 centimetry sněhu. Pojme až 510 m3 nákladu v kontejnerech (či vozidel), 400 m3 nákladu na paletách a 400 m3 paliva. Manipulaci s nákladem umožňují dva jeřáby snosností 20 tun. Vybaven je rovněž vědeckými laboratořemi. Na zádi se nachází přistávací plocha a hangár pro dva střední vrtulníky AS332L Super Puma. Pohonný systém je koncepce diesel-elektrický dodaný společností General Electric. Tvoří jej dva diesely Wabtec 16V250MDC, každý o výkonu 5673 hp, dva dieselgenerátory Wabtec 6L250MDC, každý o výkonu 2548 hp, a agregát Alconza o výkonu 3003 hp. Lodní šrouby jsou dva. Kormidelní zařízení a dvojitá kormidla dodala Damen Marine Components (DMC). Manévrovací schopnosti zlepšují jeden příďový dokormidlovací zařízení. Nejvyšší rychlost dosáhne 15 uzlů. Dosah je 14 000 námořních mil a autonomie 60 dní.